# Breitensteinia insignis
Breitensteinia insignis — вид риб з роду Breitensteinia родини Akysidae ряду сомоподібні.

## Опис
Загальна довжина сягає 22 см. Голова сплющена зверху, але не широка. Очі маленькі, їх діаметр — 1,9-3,2 % довжини голови. Є 2 пари вусів. Тулуб подовжений з витягнутим і тонким хвостовим стеблом. Скелет складається з 44-45 хребців. Спина трохи піднята. У спинному плавці є 1 колючий і 4-5 м'яких променів, в анальному — 9 м'яких променів. Грудні плавці подовжений, з широким й округлим кінцем. Черевні плавці маленькі. Статевий сосочок у самців розташовано за анальним отвором. Хвостовий плавець короткий, широкий, з розрізом.
Спина і верхня частина хвостового стебла світло-коричнева, черево кремове. Голова і решта тіла — коричнева зі світлими отворами у вигляді круглих плям. Задня частина хвостового плавця темна.

## Спосіб життя
Є демерсальною рибою. Зустрічається в невеликих річках з помірною течією. Віддає перевагу піщаним ґрунтам і великої кількості органіки у вигляді листя і гілок. Вдень ховається під пожухлими листям. Активна вночі. Живиться донними безхребетними і рибою.

## Розповсюдження
Мешкає в басейні річки Баріто (південь о. Калімантан, Індонезія).